# Рассел, Джон (рыцарь)
Джон Рассел (англ. John Russell; умер до 1273) — английский рыцарь, младший сын Джона Рассела из Кингстон Рассела и Рохезы Бардольф, второй муж Изабеллы, графини Ментейт. Из-за обвинения в том, что они отравили первого мужа Изабеллы, им пришлось отказаться от графства Ментейт и удалиться в Англию.

## Биография
Джон происходил из англо-нормандского рода Расселов и был младшим сыном сэра Джона Рассела из Кингстон Рассела и Рохезы Бардольф.
В 1258 году умер Уолтер Комин, лорд Баденоха, муж Изабеллы, графини Ментейт. Вскоре вдова вышла замуж за простого рыцаря по имени Джон Рассел. Этот брак, пусть и заключённый с согласия короля, вызвал недовольство как шотландской знати, представители которой рассчитывали заполучить графство Ментейт, так и семьи её покойного мужа. Уже в 1259 году против графини было выдвинуто обвинение в том, что она отравила мужа. Хотя никаких доказательств представлено не было, но Изабеллу и Джона Рассела посадили в заключение, а графство конфисковали. Среди тех, кто поддержал обвинение, был Джон I Рыжий Комин, племянник Уолтера, который рассчитывал сам получить графство. Для этого он женил своего сына Уильяма на Изабелле, дочери графини и её второго мужа. Но в итоге Ментейт был передан Уолтеру «Баллоку» Стюарту, женатому на Марии, сестре Изабеллы, чему способствовал его брат Александр Стюарт, обладавшего серьёзным влиянием в королевстве.
Чтобы получить свободу, Изабелла была вынуждена с согласия Джона Рассела передать принадлежащее ему поместье Аберфойле с ежегодным доходом в 20 фунтов сэру Хью Абернетскому. После этого она вместе с мужем была вынуждена покинуть Шотландию, отправившись в Англию. В дальнейшем она через короля Англии Генриха III и папу Урбана IV безрезультатно пыталась добиться справедливости, после чего были вынуждены оставить свои претензии.
Джон умер не позднее 1273 года, Изабелла, судя по всему, умерла ещё раньше.

## Брак и дети
Жена: с 1258 Изабелла (умерла в 1264/1272), графиня Ментейт в 1226/1234 — 1261 годах, дочь Муредаха II, мормэра (графа) Ментейта, вдова Уолтера Комина, лорда Баденоха. Дети:
- Изабелла Рассел (умерла около 1306); 1-й муж: до 1273 Уильям Комин (умер около 1291), лорд Киркинтиллох; 2-й муж: Эдмунд Гастингс (1263/1269 — 23/24 июня 1314), 1-й барон Гастингс из Инчмахома с 1299 года[4][3][5].